# Santa Teresita (Cagayan)
Santa Teresita è una municipalità di quarta classe delle Filippine, situata nella Provincia di Cagayan, nella Regione della Valle di Cagayan.
Santa Teresita è formata da 13 baranggay:
- Alucao
- Aridawen
- Buyun
- Caniugan
- Centro East (Pob.)
- Centro West
- Dungeg
- Luga
- Masi
- Mission
- Simbaluca
- Simpatuyo
- Villa